# Procris anfracta
Procris anfracta är en nässelväxtart som först beskrevs av Albert Charles Smith, och fick sitt nu gällande namn av Albert Charles Smith. Procris anfracta ingår i släktet Procris och familjen nässelväxter. Inga underarter finns listade i Catalogue of Life.